# Enora Latuillière
Enora Latuillière (Chamonix, 31 de julio de 1992) es una deportista francesa que compite en biatlón. Ganó una medalla de plata en el Campeonato Mundial de Biatlón de 2015, en la prueba por relevos.

## Palmarés internacional
| Campeonato Mundial | Campeonato Mundial      | Campeonato Mundial | Campeonato Mundial |
| Año                | Lugar                   | Medalla            | Prueba             |
| ------------------ | ----------------------- | ------------------ | ------------------ |
| 2015               | Kontiolahti (Finlandia) | Medalla de plata   | Relevo             |